# ŠK Hajduk Đakovo
Športski klub Hajduk bio je nogometni klub iz grada Đakova. 

## Povijest
Osnovan je 1920. te je djelovao do 1924.
U Hajduku je igrao otac sportskog pisca Stjepana Rechnera Tomo.